# Shingo Shibata
Shingo Shibata (japanisch 柴田 慎吾 Shibata Shingo; * 13. Juli 1985 in der Präfektur Tokio) ist ein japanischer Fußballspieler.

## Karriere
Shibata erlernte das Fußballspielen in der Jugendmannschaft von Kashiwa Reysol und der Universitätsmannschaft der Hamamatsu-Universität. Seinen ersten Vertrag unterschrieb er 2008 bei Consadole Sapporo. Der Verein spielte in der höchsten Liga des Landes, der J1 League. Am Ende der Saison 2008 stieg der Verein in die J2 League ab. Für den Verein absolvierte er 16 Ligaspiele. 2010 wechselte er zum Ligakonkurrenten Thespa Kusatsu. Für den Verein absolvierte er zwei Ligaspiele. Ende 2010 beendete er seine Karriere als Fußballspieler.